# ألبرت تاكاس
ألبرت تاكاس (بالمجرية: Takács Albert)‏ هو سياسي مجري، ولد في 17 مارس 1955 في كيكسكيميت في المجر.